# David Gallagher
David Gallagher (n. 9 februarie, 1985, College Point, New York) este un actor american ce a debutat la 8 ani, în cadrul serialului Al 7-lea Cer.

## Filmografie

### Film
| An        | Titlu                                                  | Rol                       | Note                                                               |
| --------- | ------------------------------------------------------ | ------------------------- | ------------------------------------------------------------------ |
| 1993      | Look Who's Talking Now                                 | Mikey Ubriacco            |                                                                    |
| 1995      | It Was Him or Us                                       | Stevie Pomeroy            | Film TV                                                            |
| 1996      | Summer of Fear                                         | Zack Marshall             | Film TV                                                            |
| 1996      | Bermuda Triangle                                       | Sam                       | Film TV                                                            |
| 1996      | Phenomenon                                             | Al Pennamin               |                                                                    |
| 1996–2006 | 7th Heaven                                             | Simon Camden              | 197 episodes, Season 1-7&10 full-time, Season 8-9 part-time        |
| 1997      | Angels in the Endzone                                  | Kevin Harper              | TV movie                                                           |
| 1997      | Walker, Texas Ranger                                   | Chad Morgan               | Episode: "Brainchild"                                              |
| 1998      | Ri¢hie Ri¢h's Christmas Wish                           | Ri¢hie Ri¢h               | Video                                                              |
| 1999      | Rocket Power                                           | Oliver Van Rossum (voice) | Episode: "Super McVarial 900/Loss of Squid"                        |
| 1999      | The Wild Thornberrys                                   | Ben (voice)               | Episode: "Lost and Foundation" & "Every Little Bit Alps"           |
| 2000      | The New Adventures of Spin and Marty: Suspect Behavior | Marty Markham             | Film TV                                                            |
| 2001      | Little Secrets                                         | David                     |                                                                    |
| 2003      | Kart Racer                                             | Scott McKenna             |                                                                    |
| 2005      | The Quiet                                              | Brian                     |                                                                    |
| 2006      | Whisper of the Heart                                   | Seiji Amasawa (voice)     | Disney dubbed version                                              |
| 2006      | Sunday Morning                                         |                           | Video                                                              |
| 2006-2009 | Numb3rs                                                | Buck Winters              | Episode: "Spree" Episode: "Two Daughters" Episode: "Arrow of Time" |
| 2007      | The Picture of Dorian Gray                             | Dorian Gray               | Also co-producer                                                   |
| 2007      | CSI: Miami                                             | Rick Bates                | Episode: "Dangerous Son"                                           |
| 2007      | Freakin' Zombies, Man!                                 | Duke                      | Video short                                                        |
| 2007      | Boogeyman 2                                            | Mark                      |                                                                    |
| 2008      | Saving Grace                                           | Paul Shapiro              | Episode: "A Survivor Lives Here"                                   |
| 2008      | Bones                                                  | Ryan Stephenson           | Episode: "The He in the She"                                       |
| 2008      | Without a Trace                                        | Jeff Ellis                | Episode: "Push Comes to Shove"                                     |
| 2009      | Smallville                                             | Zan                       | Episode: "Idol"                                                    |
| 2010      | Betwixt                                                |                           | TV movie                                                           |
| 2010      | The Deep End                                           | Kevin Mather              | Episode: "An Innocent Man"                                         |
| 2011      | Super 8                                                | Donny                     |                                                                    |
| 2011      | Trophy Kids                                            | Reid Davis                |                                                                    |
| 2011      | The Vampire Diaries                                    | Ray Sutton                | TV series; 2 episodes                                              |
| 2012      | Criminal Minds                                         | Matt Moore                | Episode: "The Wheels on the Bus"                                   |
| 2012      | CSI: Crime Scene Investigation                         | Adam Kemp                 | Episode: "Tressed To Kill"                                         |
| 2012      | CSI: NY                                                | Marty Bosch               | Episode: "Clean Sweep"                                             |
| 2013      | Scared of the Dark                                     | Adam                      | Pre-production                                                     |
| 2013      | Second Generation Wayans                               | Jeremy Silverman          | TV series                                                          |
| 2014      | In Your Eyes                                           | Lyle Soames               |                                                                    |
| 2017      | Born and Missing                                       | Brian                     | Film TV                                                            |

### Jocuri video
| An   | Titlu                                                      | Rol                                                                   |
| ---- | ---------------------------------------------------------- | --------------------------------------------------------------------- |
| 2002 | Kingdom Hearts                                             | Riku                                                                  |
| 2004 | Kingdom Hearts: Chain of Memories                          | Riku Riku Replica (archive sound)                                     |
| 2006 | Kingdom Hearts II                                          | Riku                                                                  |
| 2007 | Kingdom Hearts II Final Mix                                | Riku                                                                  |
| 2008 | Kingdom Hearts Re:Chain of Memories                        | Riku Riku Replica                                                     |
| 2009 | Kingdom Hearts 358/2 Days                                  | Riku                                                                  |
| 2010 | Kingdom Hearts Birth by Sleep                              | Riku Young Xehanort (Uncredited)                                      |
| 2011 | Kingdom Hearts Re:coded                                    | Data Riku                                                             |
| 2012 | Kingdom Hearts 3D: Dream Drop Distance                     | Riku                                                                  |
| 2013 | Kingdom Hearts HD 1.5 Remix                                | Riku Riku Replica (new and archived footage)                          |
| 2014 | Kingdom Hearts HD 2.5 Remix                                | Riku Young Xehanort (Uncredited) Data Riku (new and archived footage) |
| 2017 | Kingdom Hearts 0.2: Birth by Sleep – A Fragmentary Passage | Riku                                                                  |
| 2019 | Kingdom Hearts III                                         | Riku Riku Replica Dark Riku                                           |